# Jacqueshuberia loretensis
Espèce
Statut de conservation UICN

 VU D2 : Vulnérable
Jacqueshuberia loretensis est une espèce de plantes à fleurs de la famille des Fabaceae. C'est un arbre trouvé en Amérique du Sud.

## Publication originale
- Brittonia 37(3): 294. 1985.